# Mărăcineni (Argeș)
Pour l’article homonyme, voir Mărăcineni (Buzău).
Mărăcineni est une commune roumaine située dans le județ d'Argeș.